# Grand Prix de Wallonie 1998
Il Grand Prix de Wallonie 1998, trentanovesima edizione della corsa, si svolse il 21 maggio 1998 su un percorso di 201 km, con partenza da Charleroi e arrivo a Namur. Fu vinto dal tedesco Udo Bölts della Deutsche Telekom davanti al belga Rik Verbrugghe e al francese Stéphane Heulot.

## Ordine d'arrivo (Top 10)
| Pos. | Corridore           | Squadra                               | Tempo |
| ---- | ------------------- | ------------------------------------- | ----- |
| 1    | Udo Bölts           | Deutsche Telekom                      |       |
| 2    | Rik Verbrugghe      | Lotto-Mobistar-Isoglass               |       |
| 3    | Stéphane Heulot     | Francaise des Jeux                    |       |
| 4    | Maarten Den Bakker  | Rabobank                              |       |
| 5    | Cyrille Saugrain    | Cofidis                               |       |
| 6    | Sébastien Démarbaix | Home Market-Ville de Charleroi-R.D.M. |       |
| 7    | Marty Jemison       | US Postal Service                     |       |
| 8    | Pascal Derame       | US Postal Service                     |       |
| 9    | Kurt Van De Wouwer  | Lotto-Mobistar-Isoglass               |       |
| 10   | David Moncoutié     | Cofidis                               |       |